# A Modern Cinderella
A Modern Cinderella er en amerikansk stumfilm fra 1917 af John G. Adolfi.

## Medvirkende
- June Caprice som Joyce.
- Frank Morgan som Tom.
- Betty Prendergast som Polly.
- Stanhope Wheatcroft som Harry.
- Grace Stevens